# Warner Bros. Pictures
Warner Bros. Pictures es una empresa estadounidense de producción y distribución de películas de la división Warner Bros. Motion Picture Group de Warner Bros. Entertainment (ambas propiedades en última instancia de Warner Bros. Discovery). El estudio es el productor insignia de largometrajes de acción real dentro de la unidad Warner Bros. Motion Picture Group y tiene su sede en el complejo Warner Bros. Studios en Burbank, California. Las películas animadas producidas por Warner Bros. Pictures Animation también se estrenan bajo la marca del estudio.
Warner Bros. Pictures es actualmente uno de los cinco estudios de cine de acción real dentro de Warner Bros. Motion Picture Group, los otros son New Line Cinema, DC Studios, Castle Rock Entertainment y una participación minoritaria en Spyglass Media Group. Barbie es la película más taquillera del estudio en todo el mundo con 1.400 millones de dólares.
Fundada en 1923 por los hermanos Harry Warner, Albert Warner, Sam Warner y Jack L. Warner, además de producir sus propias películas, se encarga de las operaciones cinematográficas, la distribución teatral, el marketing y la promoción de películas producidas y estrenadas por otros sellos de Warner Bros., incluidos Warner Bros. Pictures Animation, New Line Cinema, DC Studios y Castle Rock Entertainment, así como varios productores externos.

## Historia
El predecesor del estudio (y el actual Warner Bros Entertainment en su conjunto) fue fundado como Warner Features Company en New Castle, Pensilvania, por el cineasta Sam Warner y sus socios comerciales y hermanos, Harry, Albert y Jack, en 1911. Produjeron su primera película, Peril of the Plains en 1912, que Sam dirigió para St. Louis Motion Picture Company. En 1915, Sam y Jack se mudaron a California para establecer su estudio de producción, mientras que Albert y Harry, el 8 de julio de 1915, fundaron Warner Brothers Distributing Corporation, con sede en Nueva York, para estrenar las películas. En 1918, los cuatro hermanos Warner rodaron su primera película a gran escala: Mis cuatro años en Alemania. La película de guerra fue un éxito de taquilla y ayudó a los hermanos a establecerse como un estudio de prestigio.
El 4 de abril de 1923, se estableció oficialmente Warner Bros. Pictures, Inc., ya que su enfoque principal estaba exclusivamente en la industria cinematográfica. En 1927, Warner Bros. Pictures revolucionó la industria cinematográfica cuando los hermanos Warner, judíos estadounidenses, lanzaron sus primeras películas "talkie" The Jazz Singer, protagonizadas por Al Jolson. Sin embargo, el miembro fundador Sam Warner murió antes del estreno de la película. Cuando la empresa se diversificó a lo largo de los años, finalmente se le cambió el nombre a su nombre general actual, pero Warner Bros. Pictures siguió utilizándose como el nombre de la rama de producción cinematográfica de la empresa.
El estudio ha estrenado veinticinco películas que han recibido una nominación al Premio de la Academia a la Mejor Película: Disraeli (1929), Soy un fugitivo de una banda encadenada (1932), 42nd Street (1933), Here Comes the Navy (1934), El sueño de una noche de verano (1935), Anthony Adverse (1936), La vida de Emile Zola (1937), Las aventuras de Robin Hood (1938), Cuatro hijas (1938), Jezabel (1938), Victoria oscura (1939), hasta nombrar unos pocos.
A raíz de la demanda antimonopolio de 1948, tiempos inciertos llevaron a Warner Bros. en 1956 a vender la mayoría de sus películas y dibujos animados anteriores a 1950 a Associated Artists Productions (aap). Además, aap también obtuvo los dibujos animados Popeye de Fleischer Studios y Famous Studios, originarios de Paramount Pictures. Dos años más tarde, aap fue vendida a United Artists, propietaria de la empresa hasta 1981, cuando Metro-Goldwyn-Mayer adquirió United Artists.
En noviembre de 1966, Jack cedió ante el avance de la edad y los nuevos tiempos, vendiendo el 32% del control del estudio y el negocio musical a Seven Arts Productions, dirigida por los inversores canadienses Elliot y Kenneth Hyman, por 32 dólares. millón. Finalmente, la empresa, incluido el estudio, pasó a llamarse Warner Bros.-Seven Arts el 14 de julio de 1967.
En 1982, durante sus años independientes, Turner Broadcasting System adquirió Brut Productions, la rama de producción cinematográfica de la empresa de cuidado personal Faberge Inc., con sede en Francia y en ese momento.
En 1986, Turner Broadcasting System adquirió Metro-Goldwyn-Mayer. Al encontrarse endeudado, Turner conservó las bibliotecas de cine y televisión de MGM anteriores a mayo de 1986 y una pequeña parte de la biblioteca de United Artists (incluida la biblioteca de aap y los derechos norteamericanos de la biblioteca de RKO Radio Pictures) mientras escindía el resto de MGM.
En 1989, Warner Communications adquirió Lorimar-Telepictures Corporation y se fusionó con Time Inc. para formar Time Warner (ahora Warner Bros. Discovery . El catálogo de Lorimar incluía la biblioteca posterior a 1974 de Rankin/Bass Productions y la biblioteca posterior a 1947 de Monogram Pictures /Allied Artists Pictures Corporation.
En 1991, Turner Broadcasting System adquirió el estudio de animación Hanna-Barbera y la biblioteca Ruby-Spears de Great American Broadcasting, y años más tarde, Turner Broadcasting System adquirió Castle Rock Entertainment el 22 de diciembre de 1993 y New Line Cinema el 28 de enero de 1994. El 10 de octubre de 1996, Time Warner adquirió Turner Broadcasting System, trayendo así a casa la biblioteca de Warner Bros. anterior a 1950. Además, Warner Bros. sólo posee la biblioteca de Castle Rock Entertainment posterior a 1994.

### Warner Bros. Pictures

Logotipo y marca denominativa de Warner Bros. Pictures utilizados desde 1993 hasta 2019; logotipo en pantalla utilizado desde enero de 1998 con el lanzamiento de Fallen hasta mayo de 2020 con el lanzamiento de Scoob!.

La división se incorporó como Warner Bros. Pictures el 3 de marzo de 2003, para diversificar los temas cinematográficos y ampliar las audiencias de sus estrenos cinematográficos. La empresa pasó a formar parte de Warner Bros. Pictures Group, que se fundó en 2008, y Jeff Robinov fue nombrado primer presidente de la empresa. En 2017, el veterano ejecutivo de New Line, Toby Emmerich, se incorporó como presidente. En enero de 2018, fue ascendido a presidente. El 23 de octubre de 2018, se anunció que Lynne Frank, presidenta de Warner Bros. Pictures Group, dejaría la empresa para buscar nuevas oportunidades. En junio de 2019, Warner Bros. Pictures firmó un acuerdo con SF Studios para distribuir sus películas en Suecia, Dinamarca, Noruega y Finlandia.
Como ocurre con la mayoría de los demás distribuidores de películas, Warner Bros. Pictures tuvo problemas con el lanzamiento de películas durante la pandemia de COVID-19 de 2020 debido a las restricciones en la apertura de las salas de cine. Después de trasladar varias películas planificadas para 2020 a 2021, WB anunció en diciembre de 2020 que adoptarían el enfoque inusual de tener toda su lista de películas de 2021 planificadas tanto para su estreno en cines como para tener un período simultáneo de disponibilidad de un mes en HBO. Servicio de transmisión Max, de manera similar a cómo lanzaron Wonder Woman 1984 ese mes. Después de un mes, dichas películas todavía estarían disponibles en los cines y luego estarían disponibles a través de los medios domésticos según los horarios de estreno habituales. La medida para incluir la transmisión, denominada "Proyecto Popcorn", fue criticada por productoras, directores y actores, ya que Warner Bros. Pictures no había informado a nadie sobre el plan antes del anuncio, además de las preocupaciones de pagos más bajos debido a la transmisión. opciones, lo que llevó a Warner Bros. Pictures a modificar sus tasas de compensación para las películas afectadas para enero de 2021 para proporcionar pagos mayores a los elencos y equipos de estas películas.
En marzo de 2021, Warner Bros. anunció que para 2022 descontinuarán su modelo de estreno en cines y HBO Max el mismo día en favor de una ventana de exclusividad en cines de 45 días. Esto es parte de un acuerdo que el estudio alcanzó con Cineworld (que opera Regal Cinemas).

Logotipo de Warner Bros. Pictures utilizado desde 2019 hasta 2023. El logotipo en pantalla estuvo activo desde agosto de 2020 con el lanzamiento de Tenet hasta agosto de 2023 con el lanzamiento de Meg 2: The Trench. El logotipo impreso se mantuvo en uso en carteles de películas desde 2019 hasta 2024.

El 1 de junio de 2022, Warner Bros. Discovery (WBD), la compañía anteriormente conocida como Discovery, Inc. antes de adquirir WarnerMedia dos meses antes, anunció que Emmerich dejará el cargo de director de Warner Bros. Pictures Group después de un período de transición, y que se dividiría en tres unidades separadas; Warner Bros. Pictures/ New Line Cinema, DC Films y Warner Animation Group. Los exejecutivos de MGM , Michael De Luca y Pamela Abdy, serían copresidentes de Warner Bros. Pictures (y supervisarían temporalmente las otras dos divisiones hasta que se contraten nuevos ejecutivos para ellas), mientras que Emmerich iniciaría su propia compañía de producción y entraría en un acuerdo de distribución y financiación de cinco años con Warner Bros. Pictures. El 8 de junio, la directora de operaciones Carolyn Blackwood anunció que ella también renunciaría.
Steve Spira regresó como presidente de asuntos comerciales de Warner Bros. en junio de 2022, mientras que De Luca y Abdy relevaron a Emmerich en julio de 2022. El expresidente Alan Horn fue designado consultor del presidente del BMD, David Zaslav, en colaboración con De Luca y Abdy.

Versión alternativa del logotipo de Warner Bros. Pictures de 2023 sin el banner, utilizado como logotipo en pantalla que comienza con The Flash. Aunque el logotipo en pantalla de finales de 2023 se utilizó desde el 6 de diciembre de 2023, este logotipo se mantuvo en uso para fines corporativos.

En agosto de 2022, Warner Bros. Pictures firmó un acuerdo de varios años para distribuir películas de MGM fuera de los Estados Unidos, incluido el entretenimiento en el hogar. El contrato incluía la participación conjunta de ambas empresas para marketing, publicidad, publicidad, distribución cinematográfica y relación con expositores para futuros títulos de MGM. Ese mismo mes, se cambiaron los planes de distribución de películas en el estudio, y el estudio dependió más de los estrenos en cines que de los estrenos exclusivos de HBO Max.
Walter Hamada, presidente de DC Films, dimitió el 19 de octubre de 2022. La presidenta de Producción y Desarrollo, Courtenay Valenti, renunció el 28 de octubre y fue reemplazada por Jesse Ehrman. El 9 de junio de 2023, Warner Bros. Pictures Group pasó a llamarse Warner Bros. Motion Picture Group.

## Películas

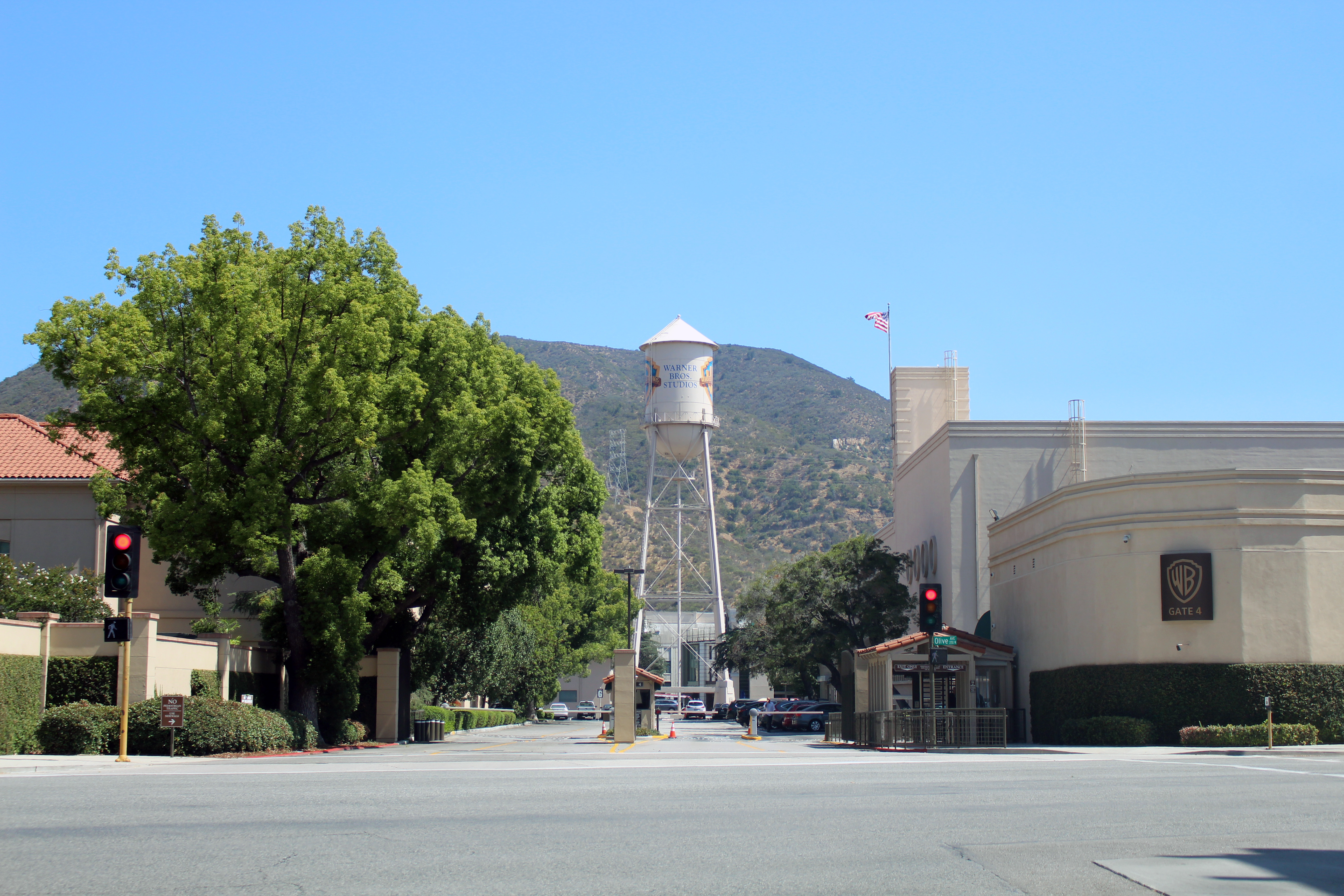
Puerta 4, Warner Bros. Studios, mirando al sur hacia la torre de agua

Las fusiones y adquisiciones han ayudado a Warner Bros. a acumular una colección diversa de películas, dibujos animados y programas de televisión. En 2022, Warner Bros. poseía más de 145.000 horas de programación, incluidas 12.500 largometrajes y 2.400 programas de televisión que comprenden más de decenas de miles de episodios individuales.

### Universos compartidos
Warner Bros. posee algunos universos compartidos. Algunos de ellos se basan en libros y cómics, incluidas algunas de las IP más taquilleras de la industria cinematográfica.

### Películas de Warner Bros con mayor recaudación mundial
| Pos. | Título                                             | Año  | Presupuesto   | Recaudación mundial | Director               | Estudio(s)      | Fuente |
| ---- | -------------------------------------------------- | ---- | ------------- | ------------------- | ---------------------- | --------------- | ------ |
| 1    | Barbie                                             | 2023 | $145 000 000  | $1,441,740,954      | Greta Gerwig           | Warner Bros     | [ 50 ] |
| 2    | Harry Potter y las reliquias de la Muerte: parte 2 | 2011 | $ 250 000 000 | $1,342,359,942      | David Yates            | Warner Bros     | [ 51 ] |
| 3    | El Señor de los Anillos: el retorno del Rey        | 2003 | $ 94 000 000  | $1,155,870,721      | Peter Jackson          | New Line Cinema | [ 52 ] |
| 4    | Aquaman                                            | 2018 | $ 160 000 000 | $1,152,028,393      | James Wan              | Warner Bros     |        |
| 5    | Batman: El Caballero de la Noche Asciende          | 2012 | $ 230 000 000 | $1,085,067,637      | Christopher Nolan      | Warner Bros     | [ 53 ] |
| 6    | Joker                                              | 2019 | $55 000 000   | $1,078,958,282      | Todd Phillips          | Warner Bros     | [ 54 ] |
| 7    | Harry Potter y la piedra filosofal                 | 2001 | $ 125 000 000 | $1,022,290,019      | Chris Columbus         | Warner Bros     | [ 55 ] |
| 8    | El hobbit: un viaje inesperado                     | 2012 | $ 315 000 000 | $1,017,030,651      | Peter Jackson          | Warner Bros     | [ 56 ] |
| 9    | Batman: El Caballero de la Noche                   | 2008 | $ 185 000 000 | $1,006,102,277      | Christopher Nolan      | Warner Bros     | [ 57 ] |
| 10   | Harry Potter y las reliquias de la Muerte: parte 1 | 2010 | $ 250 000 000 | $977,070,383        | David Yates            | Warner Bros     | [ 58 ] |
| 11   | El hobbit: la batalla de los Cinco Ejércitos       | 2014 | $ 250 000 000 | $962,201,338        | Peter Jackson          | New Line Cinema | [ 59 ] |
| 12   | El hobbit: la desolación de Smaug                  | 2013 | $ 225 000 000 | $959,027,992        | Peter Jackson          | New Line Cinema | [ 60 ] |
| 13   | Una Película de Minecraft                          | 2025 | $ 150 000 000 | $953,566,530        | Jared Hess             | Warner Bros     |        |
| 14   | El Señor de los Anillos: las dos torres            | 2002 | $ 94 000 000  | $948,734,205        | Peter Jackson          | New Line Cinema | [ 61 ] |
| 15   | Harry Potter y la Orden del Fénix                  | 2007 | $ 150 000 000 | $939,288,806        | David Yates            | Warner Bros     | [ 62 ] |
| 16   | Harry Potter y el misterio del príncipe            | 2009 | $ 250 000 000 | $934,770,304        | David Yates            | Warner Bros     | [ 63 ] |
| 17   | Harry Potter y la Cámara de los Secretos           | 2002 | $ 100 000 000 | $926,201,000        | Chris Columbus         | Warner Bros     | [ 64 ] |
| 18   | El Señor de los Anillos: la Comunidad del Anillo   | 2001 | $ 93 000 000  | $898,094,742        | Peter Jackson          | New Line Cinema | [ 65 ] |
| 19   | Harry Potter y el Cáliz de Fuego                   | 2005 | $ 150 000 000 | $896,730,264        | Mike Newell            | Warner Bros     | [ 66 ] |
| 20   | Batman vs Superman: El origen de la justicia       | 2016 | $ 250 000 000 | $873,637,528        | Zack Snyder            | Warner Bros     | [ 67 ] |
| 21   | El Origen                                          | 2010 | $ 160 000 000 | $839,030,630        | Christopher Nolan      | Warner Bros     | [ 68 ] |
| 22   | Mujer Maravilla                                    | 2017 | $ 149 000 000 | $823,970,682        | Patty Jenkins          | Warner Bros     | [ 69 ] |
| 23   | Animales Fantásticos y dónde encontrarlos          | 2016 | $ 180 000 000 | $814,044,001        | David Yates            | Warner Bros     | [ 70 ] |
| 24   | Harry Potter y el prisionero de Azkaban            | 2004 | $ 130 000 000 | $807,047,946        | Alfonso Cuarón         | Warner Bros     | [ 71 ] |
| 25   | Gravedad                                           | 2013 | $ 100 000 000 | $773,031,583        | Alfonso Cuarón         | Warner Bros     | [ 72 ] |
| 26   | The Batman                                         | 2022 | $ 200 000 000 | $770,945,583        | Matt Reeves            | Warner Bros     | [ 73 ] |
| 27   | Interestelar                                       | 2014 | $ 165 000 000 | $758,690,230        | Christopher Nolan      | Warner Bros     |        |
| 28   | Escuadrón Suicida                                  | 2016 | $ 175 000 000 | $746,846,894        | David Ayer             | Warner Bros     | [ 74 ] |
| 29   | Matrix: Recargado                                  | 2003 | $ 150 000 000 | $741,847,937        | Lana y Lilly Wachowski | Warner Bros     | [ 75 ] |
| 30   | Dune: Part Two                                     | 2024 | $ 190 000 00  | $711,844,358        | Denis Villeneuve       | Warner Bros     | [ 76 ] |

### Películas de Warner Bros con mayor recaudación en Estados Unidos
| Pos. | Título                                             | Año  | Presupuesto   | Recaudación (EEUU) | Director               | Estudio(s)                | Fuente |
| ---- | -------------------------------------------------- | ---- | ------------- | ------------------ | ---------------------- | ------------------------- | ------ |
| 1    | Barbie                                             | 2023 | $ 145 000 000 | $636,238,421       | Greta Gerwig           | Warner Bros               | [ 50 ] |
| 2    | The Dark Knight                                    | 2008 | $ 185 000 000 | $534,987,076       | Christopher Nolan      | Warner Bros               | [ 57 ] |
| 3    | The Dark Knight Rises                              | 2012 | $ 230 000 000 | $448,149,584       | Christopher Nolan      | Warner Bros               | [ 53 ] |
| 4    | Una Película de Minecraft                          | 2025 | $150 000 000  | $423,866,530       | Jared Hess             | Warner Bros               |        |
| 5    | Mujer Maravilla                                    | 2017 | $ 149 000 000 | $412,845,172       | Patty Jenkins          | Warner Bros               | [ 69 ] |
| 6    | Harry Potter y las reliquias de la Muerte: parte 2 | 2011 | $ 250 000 000 | $381,447,587       | David Yates            | Warner Bros               | [ 51 ] |
| 7    | El Señor de los Anillos: el retorno del Rey        | 2003 | $ 94 000 000  | $378,251,207       | Peter Jackson          | New Line Cinema           | [ 52 ] |
| 8    | Batman                                             | 2022 | $ 200 000 000 | $369,345,583       | Matt Reeves            | Warner Bros               | [ 73 ] |
| 9    | Francotirador                                      | 2014 | $ 58 800 000  | $350,159,020       | Clint Eastwood         | Village Roadshow Pictures | [ 77 ] |
| 10   | El Señor de los Anillos: las dos torres            | 2002 | $ 94 000 000  | $342,952,511       | Peter Jackson          | New Line Cinema           | [ 61 ] |
| 13   | Superman                                           | 2025 | $ 225 000 000 | $341,490,470       | James Gunn             | Warner Bros               |        |
| 11   | Joker                                              | 2019 | $55 000 000   | $335,477,657       | Todd Phillips          | Warner Bros               | [ 54 ] |
| 12   | Aquaman                                            | 2018 | $ 160 000 000 | $335,104,314       | James Wan              | Warner Bros               | [ 78 ] |
| 14   | Batman vs Superman: El origen de la justicia       | 2016 | $ 250 000 000 | $330,360,194       | Zack Snyder            | Warner Bros               | [ 67 ] |
| 15   | Eso (It)                                           | 2017 | $ 35 000 000  | $328,874,981       | Andy Muschietti        | Warner Bros               | [ 79 ] |
| 16   | Escuadrón Suicida                                  | 2016 | $ 175 000 000 | $325,100,054       | David Ayer             | Warner Bros               | [ 74 ] |
| 17   | Harry Potter y la piedra filosofal                 | 2001 | $ 125 000 000 | $318,886,962       | Chris Columbus         | Warner Bros               |        |
| 18   | El Señor de los Anillos: la Comunidad del Anillo   | 2001 | $ 93 000 000  | $316,115,420       | Peter Jackson          | New Line Cinema           | [ 65 ] |
| 19   | El hobbit: un viaje inesperado                     | 2012 | $ 315 000 000 | $303,030,651       | Peter Jackson          | New Line Cinema           | [ 56 ] |
| 20   | Harry Potter y el misterio del príncipe            | 2009 | $ 250 000 000 | $302,334,374       | David Yates            | Warner Bros               |        |
| 21   | Harry Potter y las reliquias de la Muerte: parte 1 | 2010 | $ 250 000 000 | $296,374,621       | David Yates            | Warner Bros               | [ 58 ] |
| 22   | Beetlejuice Beetlejuice                            | 2024 | $ 100 000 000 | $294,100,435       | Tim Burton             | Warner Bros               |        |
| 23   | El Origen                                          | 2010 | $ 160 000 000 | $292,587,330       | Christopher Nolan      | Warner Bros               | [ 68 ] |
| 24   | Harry Potter y la Orden del Fénix                  | 2007 | $ 150 000 000 | $292,382,727       | David Yates            | Warner Bros               | [ 62 ] |
| 25   | El Hombre de Acero                                 | 2013 | $ 225 000 000 | $291,045,518       | Zack Snyder            | Warner Bros               | [ 76 ] |
| 26   | Harry Potter y el Cáliz de Fuego                   | 2005 | $ 150 000 000 | $290,469,928       | Mike Newell            | Warner Bros               | [ 66 ] |
| 27   | Dune: Part Two                                     | 2024 | $ 190 000 000 | $282,144,358       | Denis Villeneuve       | Warner Bros               |        |
| 28   | Matrix: Recargado                                  | 2003 | $ 150 000 000 | $281,576,461       | Lana y Lilly Wachowski | Warner Bros               | [ 75 ] |
| 29   | Pecadores                                          | 2025 | $ 90 000 000  | $278,187,498       | Ryan Coogler           | Warner Bros               |        |
| 30   | ¿Y qué paso ayer?                                  | 2009 | $ 35 000 000  | $277,339,746       | Todd Phillips          | Warner Bros               | [ 80 ] |

### Películas con mejores fines de semana debut en la taquilla (Estados Unidos)
Ingresos del primer fin de semana debut (abarcando de viernes al domingo).
| Pos. | Título                                            | Año  | Ingreso total (USD) | Ingreso del viernes (USD) | Ingreso del sábado (USD) | Ingreso del domingo (USD) |
| ---- | ------------------------------------------------- | ---- | ------------------- | ------------------------- | ------------------------ | ------------------------- |
| 1    | Harry Potter y la Reliquias de la Muerte: Parte 2 | 2011 | $169,189,427        | $91,071,119               | $42,414,346              | $35,703,962               |
| 2    | Batman vs Superman: El origen de la justicia      | 2016 | $166,007,347        | $81,558,505               | $50,657,088              | $33,791,754               |
| 3    | Una Película de Minecraft                         | 2025 | $162,753,003        | $57,113,324               | $59,409,839              | $46,229,840               |
| 4    | Barbie                                            | 2023 | $162,022,044        | $70,503,178               | $47,812,356              | $43,706,510               |
| 5    | Batman: El Caballero de la Noche asciende         | 2012 | $160,887,295        | $75,754,897               | $44,931,966              | $40,200,432               |
| 6    | Batman: El Caballero de la Noche                  | 2008 | $158,411,483        | $67,165,092               | $47,650,240              | $43,596,151               |
| 7    | Batman                                            | 2022 | $134,008,624        | $56,608,349               | $43,262,039              | $34,138,236               |
| 8    | Escuadrón Suicida                                 | 2016 | $133,682,248        | $64,893,248               | $38,578,832              | $30,210,168               |
| 9    | Superman                                          | 2025 | $125,021,735        | $56,109,755               | $37,606,538              | $31,305,442               |
| 10   | Harry Potter y la Reliquias de la Muerte: Parte 1 | 2010 | $125,017,372        | $61,684,550               | $38,226,254              | $25,106,568               |
| 11   | It (Eso)                                          | 2017 | $123,403,419        | $50,425,786               | $44,986,221              | $27,991,412               |
| 12   | El Hombre de Acero                                | 2013 | $116,619,362        | $44,013,367               | $36,315,318              | $36,290,677               |
| 13   | Beetlejuice Beetlejuice                           | 2024 | $111,003,345        | $41,815,736               | $41,804,322              | $27,383,287               |
| 14   | Mujer Maravilla                                   | 2017 | $103,251,471        | $38,247,254               | $35,253,398              | $29,750,819               |
| 15   | Harry Potter y el Cáliz de Fuego                  | 2005 | $102,685,961        | $40,118,363               | $36,719,135              | $25,848,463               |
| 16   | Guasón                                            | 2019 | $96,202,337         | $39,350,693               | $32,476,803              | $24,374,841               |
| 17   | Liga de la Justicia                               | 2017 | $93,842,239         | $38,471,202               | $32,680,117              | $22,690,920               |
| 18   | Harry Potter y el prisionero de Azkaban           | 2004 | $93,687,367         | $38,268,295               | $31,493,867              | $23,925,205               |
| 19   | Godzilla                                          | 2014 | $93,188,384         | $38,410,607               | $32,160,363              | $22,617,414               |
| 20   | Matrix Recargado                                  | 2003 | $91,774,413         | $31,330,393               | $34,389,237              | $26,054,783               |

### Franquicias, sagas y universos cinematográficos
Warner Bros. es una de la productoras de cine que ha creado y es propietario de algunas de las franquicias y sagas más exitosas y populares de la historia:
- Batman 90's (tetralogía): Batman de 1989 fue la primera adaptación del personaje a una película blockbuster de alto presupuesto bajo la dirección de Tim Burton, un éxito que repercutira en el subgénero de los superhéroes para años posteriores y que desencadenaría toda una saga a lo largo de los años 90 donde Batman tendría que salvar a Ciudad Gótica de villanos como Joker, El Pingüino, El Acertijo, Dos Caras, Bane, Hiedra Venenosa y Señor Frio. Las primeras dos películas estarían dirigidas por Tim Burton y protagonizadas por Michael Keaton, para las últimas dos entregas Joel Schumacher reemplazaria a Burton en la silla de director, Val Kilmer protagonizaria la tercera película y George Clooney la cuarta. La saga está conformada por Batman (1989), Batman Returns (1992), Batman Forever (1995) y Batman & Robin (1997).
- The Dark Knight (trilogía): En una reinterpretación distinta de Batman a la que nos dio Tim Burton en los años 90, Christopher Nolan nos da un visión más realista del personaje donde más que ver la lucha del héroe contra sus villanos tendrá que enfrentarse a dilemas éticos y morales en su camino por convertirse en un símbolo de salvación para Ciudad Gótica mientras se encara contra antagonistas como El Espantapájaros, Ra's al Ghul, Joker, Dos Caras, Bane, Talia al Ghul y otros obstáculos como mercenarios, traficantes, mafiosos, el tema del miedo o asuntos sociopolíticos. La Trilogía está conformada por las películas Batman Begins (2005), The Dark Knight (2008) y The Dark Knight Rises (2012).
- Superman (saga): Superman el superhéroe más icónico de todos los tiempos a quien vimos en películas por varios años en sus heroicas aventuras por detener el cimen. Comenzando con el clásico Superman: The Movie (1978) dirigida por Richard Donner y protagonizadas por el legendario Christopher Reeve, la serie continuo con Superman II (1980), seguidas de Superman III (1983) y Superman IV: The Quest For Peace (1987). La saga regreso con Superman Returns (2006) pero esta última entrega terminó fracasando llevando a la franquicia a un reinicio total.
- Matrix (tetralogía): Un futuro en donde las máquinas esclavizan a la mayoría de los humanos a quienes tienen en un mundo cibernético que representa el final del siglo XX llamado Matrix, las máquinas usan a los humanos como fuente de energía, algunos humanos que escaparon se encuentran luchando contra Matrix clandestinamente, pero ellos creen que existe un elegido que los salvara y al final de la primera película se descubre que el personaje Neo es el elegido que salvara a todos de las máquinas. La saga está conformada por las películas The Matrix (1999), The Matrix Reloaded (2003), The Matrix Revolutions (2003) y The Matrix Resurrections (2021).
- El hobbit (trilogía): Precuelas a su predecesora El Señor de los Anillos. Está basada en la novela de alta fantasía El hobbit, escrita por J. R. R. Tolkien, en la que Bilbo Bolsón, un hobbit de la Comarca tendrá que matar al dragón Smaug, que deberá ir con la compañía de Thorin escudo de Roble y su fiel mago Gandalf. La trilogía está dividida en El hobbit: un viaje inesperado (2012), El hobbit: la desolación de Smaug (2013) y El hobbit: la batalla de los Cinco Ejércitos (2014).

- Universo extendido de DC (Universo cinematográfica): Es el universo basado en los superhéroes de DC cómics. Iniciado en el 2013 con la película de El hombre de acero, un reinicio para Superman y el inicio de este Universo. Continuó con Batman v Superman: Dawn of Justice, ambas dirigidas por Zack Snyder, director de Watchmen. En un inicio fue el propio Snyder el que desarrollaría este universo pero debido a la mala recepción de la crítica en las primeras películas, fue reemplazado por el escritor de cómics y Presidente de DC Geoff Johns y el productor Walter Hamada, un productor de confianza y con mejor organización. Ambos ahora son las principales cabezas de DC Films. Las películas estrenadas son: El hombre de acero en el 2013, Batman v Superman: Dawn of Justice y Suicide Squad en el 2016, Wonder Woman y Justice League en el 2017, Aquaman en el 2018, Shazam! en el 2019, Birds of Prey y Wonder Woman 1984 en el 2020, en el 2021 The Suicide Squad, a principios de 2022 se estrenó Peacemaker primer producto del UEDC en formato de serie que fue transmitida y está disponible en HBO Max, próximamente Black Adam en el 2022 y ¡Shazam! La furia de los dioses, The Flash, Blue Beetle y Aquaman y el Reino Perdido en el 2023. Todas las películas son producidas por DC Films, la división de películas dentro de DC Entertainment, también participan otras productoras como Rat-pac Entertainment.

- The Conjuring Universe (Universo cinematográfico): Basadas en los expedientes de Ed y Lorraine Warren, narran varios de estos casos paranormales por actividades demoniacas a los que tuvieron que enfrentarse la pareja de los Warren. El universo fue creado principalmente gracias al trabajo de James Wan, quien dirigió las primeras dos entregas y se ha mantenido como productor durante el resto de la saga. La franquicia se centraliza en la saga The Conjuring conformada por The Conjuring (2013), The Conjuring 2 (2016) y The Conjuring: The Devil Made Me Do It (2021) y a partir de ahí se desencadenaron varias películas derivadas como Annabelle (2014), Annabelle: Creation (2017), La monja (2018), Annabelle Comes Home (2019) y La monja II (2023). Todas las películas son coproducidas con New Line Cinema.

- MonsterVerse (Universo cinematográfico): Siendo un reboot a la franquicia de Godzilla nace un universo que trae a los Kaijus más populares propiedad de Tōhō en colaboración con Warner junto al icónico King Kong donde estos gigantescos monstruos pelearan entre ellos por su supervivencia, mientras que la cooporación Monarch se encargara de monitorear e intentar controlar a estos titanes. La sucesión de películas comienza con Godzilla (2014) y continua con Kong: La Isla Clavera (2017), Godzilla 2: Rey de los mounstros (2019), Godzilla vs Kong (2021) y actualmente está en desarrollo la próxima Godzilla x Kong: The New Empire (2024). Todas las películas son producidas por Legendary Entertainment.

- Mundo Mágico (franquicia de medios): Basado en la popular serie de libros escritos por J.K. Rowling de Harry Potter y otros desprendidos de la misma saga como Animales fantásticos y dónde encontrarlos. La trama en general cuenta la historia de Harry Potter, un joven mago que junto a sus amigos Hermione Granger y Ron Weasley se envolveran en diversas aventuras y resolveran varios misterios a lo largo de sus siete años de estudios en el colegio Hogwarts de magia y hechicería, mientras se preparan para enfrentarse al gran mago tenebroso Lord Voldemort. La primera película llegó a cines en 2001 siendo todo un éxito que continuo hasta 2011 con la última entrega de la historia de Harry Potter, posteriormente la franquicia regreso en 2016 con una precuela que seguiria expandiendo la historia a otros horizontes y se espera que continue por más años. La primera saga se conforma de Harry Potter y la Piedra Filosofal (2001), La Camara Secreta (2002), El Prisionero de Azkaban (2004), El Cáliz de Fuego (2005), La Orden del Fénix (2007), El Misterio del Principe (2009), Las reliquias de la Muerte: parte 1 (2010) y culminó con Las reliquias de la Muerte: parte 2 (2011); La segunda saga se conforma de Animales Fantásticos y Dónde Encontrarlos (2016), Los Crímenes de Grindelwald (2018) y Los Secretos de Dumbledore (2022). Ya desde hace años se había dicho que Warner produciria cinco películas de Animales Fantásticos, aunque por el momento no se ha confirmado que alguna nueva cinta de la saga este en producción, tampoco ningún otro proyecto de la saga está en desarrollo.
- Mad Max (Antología): Basados en un futuro apocalíptico, creado por James McCausland y George Miller, marcado por la escasez de agua, petróleo y energía, crisis económica y el caos social, las pandillas de facciones dominan las carreteras de Australia, donde no existe presencia del Estado por la crisis económica. La primera película, Mad Max (1979), vino de la mano de Village Roadshow Pictures y la productora Kennedy Miller Mitchell, a partir de la segunda entrega Warner se apropiaria de la saga trayendo Mad Max 2: The Road Warrior (1981), Mad Max Beyond Thunderdome (1985), Mad Max: Fury Road (2015) y está en desarrolló un spinoff precuela centrado en el personaje de Furiosa que tienen planeado estrenar en 2024.
- Ocean's (Saga): Un grupo de personas con diferentes habilidades son reunidas por una persona para planear un gran robo. La trilogía se divide en Ocean's Eleven (2001), Ocean's Twelve (2004) y Ocean's Thirteen (2007), años después se estrenó un spinoff femenino de la saga llamado Ocean's 8 (2018).
- Películas de Lego® (Universo cinematográfico): En colaboración con la marca Lego, Warner Animation Group junto a los directores Phil Lord y Christopher Miller crearon una cinta animada basada en la popular línea de juguetes, usando el estilo de sus productos para el diseño de producción y animación pero con una historia y trama originales centradas en el personaje de Emmet Brickowski. La primera entrega, The Lego Movie (2014), fue un éxito lo que hizo que le confirmaran una secuela y dos spinoff. Tres años después llegó The Lego Batman Movie (2017) trayendo otro éxito a la franquicia, pero sería el último ya que The Lego Ninjago Movie (2017) y The Lego Movie 2: The Second Part (2019) terminaron fracasando en taquilla lo que ocasiono que la franquicia ya no fuera rentable para Warner. En 2020 la licencia de Lego expiro y paso a manos de Universal Pictures el cual está desarrollando una tercera parte de la franquicia.[81] Cabe destacar que Warner Bros. Games sigue desarrollando videojuegos de Lego.
- ''The Hangover'' (Trilogía): Todo comenzó con una despedida de soltero en Las Vegas que se salió de control, los protagonistas terminaron con una terrible resaca si recordar nada de lo que habían hecho anoche y preguntandose ¿qué paso ayer?, por lo que se tendrán que ir reparando el desastre que provocaron antes de que comience la boda. Cada nueva película es una nueva resaca comenzando con The Hangover (2009), seguida de The Hangover Part II (2011) y termina en The Hangover Part III (2013).
- Arma Mortal (Saga): Una pareja de detectives conformada por Martin Riggs y Roger Murtaugh cuya destreza para matar y tendencias suicidas los convierten en una arma mortal para cualquiera que obre a su favor, o en su contra. La tetralogía se conforma de Lethal Weapon (1987), Lethal Weapon 2 (1989), Lethal Weapon 3 (1992) y Lethal Weapon 4 (1998) además de una serie de televisión llamada Lethal Weapon producida por Warner pero difundida por Fox.

- ''Dune'' (Saga): En busca de volver a adaptar la historia literaria de las novelas de Dune creadas por el escritor Frank Herbert, Warner junto con el director Denis Villeneuve estrenó Duna: Parte 1 (2021) donde se nos mostró un mundo de ciencia ficción bélico ambientado en una época futurista dentro de un planeta hostil, la segunda parte Duna: Parte 2 se estrenará en 2024 y dependiendo el éxito que tenga estas entregas, Warner Bros. planeara adaptar toda la serie de libros junto a la productora Legendary Entertainment.
- Batman de Matt Reeves (Universo cinematográfico): De la mano de Matt Reeves en 2022 se estrenó un nuevo reboot a la franquicia de Batman, donde nos presenta un faseta del personaje más parecida a la versión de Christopher Nolan solo que más aterrizada y con un enfoque detectivesco. Actualmente, además de tener una secuela confirmada en desarrollo, también está en producción una serie spinoff centrado en el personaje de El Pingüino, los CEO de Warner Bros. Discovery ha dicho que una de sus principales prioridades será este pontecial nuevo universo por lo que si sigue teniendo éxito podemos esperar muchos proyectos más.
- Looney Tunes (Franquicia): Comenzando con una serie de dibujos animados infantiles de los años 30 que cobraron gran fama a través de las diferentes décadas. Algunos de los personajes más populares de esta franqucia son Porky, Pato Lucas, Elmer Gruñon, Abuelita, Piolin, Silvestre, El Coyote, El Correcaminos, Sam Bigotes, Marvin el Marciano, Pepe Le Pew, Gallo Claudio, Speedy Gonzalez, El Demonio de Tazmania, Lola Bunny y quien es considerado el más emblemático de todos Bugs Bunny cuya figura en la cultura popular es tan reconocida como la de Mickey Mouse. Estos personajes además de ser usados para cortos animados también se les han hecho varias series de larga duración, películas, videojuegos, cómics, entre otras cosas, siendo la serie de Tiny Toons (90's) y la película Space Jam (1996).
- Tom & Jerry (Franquicia): Tom y Jerry son dos personajes animados, un gato (Tom) y un ratón (Jerry), que comenzaron protagonizando un gran número de cortometrajes creados, escritos y dirigidos por William Hanna y Joseph Barbera (anterior a la fama de su empresa Hanna-Barbera). En 1996 Warner Bros. adquirió los derechos después de su fusión con Turner Entertainment y los sigue conservando hasta la fecha. Desde entonces Warner ha seguido creando diversos productos con la IP; uno de los últimos fue una película para cines de Tom y Jerry (2021).
- Personajes de Hanna-Barbera (Franquicias): Hanna-Barbera Productions, Inc. es un estudio de animación fundado por William Hanna y Joseph Barbera, el cual fue responsable de crear una gran cantidad de series animadas a lo largo de su historia, siendo su más popular y exitosa la franquicia de Scooby-Doo, pero también produjeron reconocidas series como Los Picapiedra, The Huckleberry Hound Show, The Yogi Bear Show, Don Gato, Jonny Quest, Los Supersónicos, entre otras. Warner adquirió los remanentes del estudio después de la fusión con Turner Entertainment en 1996.
- Películas de Hanna-Barbera (Universo cinematográfico): Planeada iniciar con la película Scoob, dándole un reinicio a la serie de películas de Scooby-Doo. Las películas serán producidas por Warner Animation Group y Hanna-Barbera.

#### Franquicias de New Line Cinema
Franquicias y sagas creadas o adquiridas gracias a la productora filial de Warner, New Line Cinema:
- El Señor de los Anillos (Saga): Basada en los populares libros escritos por J.R.R. Tolkien con los que entre 2001 y 2003 se adaptaron a 3 películas dirigidas por Peter Jackson en los que se contaba la travesía de la Comunidad del Anillo por destruir el anillo de Sauron y acabar con el mal en la Tierra Media. La trilogía consta de El Señor de los Anillos: La comunidad del Anillo (2001), El Señor de los Anillos: Las Dos Torres (2002) y El Señor de los Anillos: El Retorno del Rey (2003), junto a la trilogía precuela de El Hobbit producidas por Warner Bros; Además está en producción una nueva cinta animada que se ambientara cientos de años antes llamada The Lord of the Rings: The War of the Rohirrim que estaría llegando en 2024, la cual podría tratarse del último prodcuto de la franquicia en ser desarrollado por Warner debido a que en 2022 perdieron los derechos cinematográficos de la obra de Tolkien aunado a que la compañía Middle-earth Enterprises (propietaria de la saga) fue adquirida por Embracer Group.[82]
- Pesadilla en la calle Elm (Saga): El asesino Freddy Krueger atormetará a sus víctimas por medio de sus sueños, él no puede vivir en el mundo real pero si te mata en tu sueño moriras en la vida real. La sucesión de películas es A Nightmare on Elm Street (1984), A Nightmare on Elm Street 2: Freddy's Revenge (1985), A Nightmare on Elm Street 3: Dream Warriors (1987), A Nightmare on Elm Street 4: The Dream Master (1988), A Nightmare on Elm Street 5: The Dream Child (1989), Freddy's Dead: The Final Nightmare (1991) y Wes Craven's New Nightmare (1994), además de la cinta-evento Freddy vs. Jason (2003) y la adaptación A Nightmare on Elm Street (2010).

- Destino Final (Saga): En cada entrega una persona evita un fatídico accidente que salva su vida y la de un grupo de personas gracias una visión del futuro, esto provoca que la muerte los persiga hasta el final manipulando sus destinos para atraer a cada uno hasta una terrible muerte. La sucesión de películas es Destino Final (2000), Destino Final 2 (2003), Destino Final 3 (2006), Destino Final 4 (2009), Destino Final 5 (2011) y está en desarrollo una posible sexta entrega que estaría planeada estrenarse directamente en HBO Max.
- Mortal Kombat (Franquicia): Basada en la popular serie de videojuegos donde una gran variedad de personajes se enfrentan a muerte en un combate de artes marciales por lograr la victoria, llega en 1995 la primera película Mortal Kombat que fue un éxito en taquilla, a diferencia de su secuela Mortal Kombat: Aniquilation (1997) la cual fracaso. Más de dos décadas después Warner estreno un reboot de Mortal Kombat (2021) y a pesar de que fracaso en la taquilla (culpa de un estreno híbrido en cines y streaming además de malas críticas) tuvo un primer fin de semana debut bastante fuerte y se convirtió en la película más vista de HBO Max por lo que Warner tiene una secuela en desarrollo.[83] Además de que se han producido varias películas animadas que se fueron directo a DVD y formato digital. Actualmente Warner Bros posee la propiedad de la IP sobre la franquicia para hacer videojuegos, películas, series, cómics y demás.

#### Franquicias de HBO
Franquicias creadas gracias a la cadena de televisión, propiedad de Warner Bros, HBO:
- Universo Extendido de Canción de Hielo y Fuego (Saga televisiva): Basada en la serie de libros de Canción de Hielo y Fuego escritos por George R.R. Martin nació Game of Thrones (2011) una de las series de televisión más exitosas de todos los tiempos que se extendió por 8 temporadas donde contaba la historia de la batalla de diversos personajes por conseguir el Trono de Hierro y así convertirse en el rey de Los Siete Reinos en Westeros después de la muerte del rey Aerys II Targaryen, a finales del reinado del nuevo sucesor Robert Baratheon. Tras la finalización de la serie en 2019, se estrenó una nueva serie spinoff precuela llamada House of the Dragon (2022) (la cual se basa en la novela Fire and Blood, también escrita por George R.R. Martin) centrada en contar los acontecimientos de la Danza de Dragones donde los miembros de la casa Targaryen pelearan por que alguno de ellos se convierta en el digno sucesor del trono de hierro tras la muerte del Rey Viserys I Targaryen; La serie cuenta con una primera temporada de 10 episodios y ya le dieron luz verde una segunda. Además una serie secuela de Juego de Tronos centrada en el personaje de Jon Snow está en desarrollo y estaría estrenandose tentativamente en 2024.[84]

#### Franquicias de Cartoon Network
Franquicias creadas gracias a la cadena de televisión para niños, propiedad de Warner Bros, Cartoon Network, también incluyen las juveniles y adultas procedentes de Adult Swim:
- Adventure Time (Franquicia) : Creada por Pendleton Ward. La historia sigue las aventuras de Finn, un niño (va creciendo con la serie con 12 años al principio hasta los 17 a la actualidad), y Jake, un perro mágico que puede cambiar de forma, estirarse y encogerse a voluntad, que habitan en la posapocalíptica Tierra de Ooo. A lo largo de la serie interactúan con los otros personajes principales : Princess Bubblegum (Dulce Princesa), Ice King (Rey Helado) y Marceline(la reina vampiro). La serie contó con 10 temporadas y 3 miniseries para televisión, Cartoon Network anunció una undécima temporada en versión cómic,[85] publicando el primer capítulo en octubre de 2018;[86] además, se confirmó el estreno de un especial de cuatro capítulos de una hora llamado Adventure Time: Distant Lands; dicho especial se estrenó en mayo de 2020 inicialmente en los Estados Unidos y posteriormente a nivel mundial en exclusiva a través del nuevo servicio de streaming HBO Max. En agosto de 2021, se anunció la producción de un spin-off llamado Adventure Time: Fionna and Cake, que se estrenó también en exclusiva en Max en agosto de 2023.
- Regular Show (Franquicia) : Creada por J. G. Quintel, está protagonizada por dos amigos, Mordecai —un arrendajo azul— y Rigby —un mapache—, encargados de mantenimiento en un parque, que buscan cualquier excusa para no trabajar. En su día a día viven múltiples aventuras, muchas de ellas de carácter surrealista, en las que también interactúan el resto de los personajes. Regular Show ha tenido buena aceptación tanto de la audiencia como de la crítica especializada por llegar a todo tipo de público, su estilo de humor y sus referencias a la cultura popular de finales del siglo XX.[87][88] Ha recibido seis nominaciones al Premio Primetime Emmy y lo ganó en la edición de 2012, en la categoría de «Mejor episodio corto en una serie de animación», por el capítulo Eggscelent, correspondiente a la tercera temporada.[89] También ha optado en siete ocasiones a los Premios Annie.[90] También llegó a tener su propia película estrenada en televisión, cómics, y una nueva serie secuela que se estrenará próximamente.
- The Powerpuff Girls (Franquicia) : Creada por Craig McCracken. Se centra en unas 3 niñas llamadas Blossom, Bubbles y Buttercup, que tienen que salvar a una ciudad llamada Townville de sus archienemigos, siendo el Villano principal Mojo Jojo. Esta serie fue una de las más exitosas del canal, y que más adelante tendría su película para cine en 2002, una adaptación al anime, y una nueva versión estrenada en 2016.
- Ben 10 (Franquicia) : Creada por Man of Action, la serie trata sobre un niño de 10 años llamado Ben Tennyson que recibe un dispositivo alienígena estilo reloj llamado "Omnitrix". Unido a su muñeca, le permite transformarse en 10 criaturas alienígenas diferentes con diferentes habilidades, lo que le permite luchar contra el mal de la Tierra y el espacio con su prima Gwen y su abuelo Max. La serie se hizo popular gradualmente (sobre todo en Asia y América Latina), y fue nominada a dos premios Emmy, ganando uno por "Logro individual destacado en animación". El programa generó una franquicia: se lanzaron tres secuelas respectivamente como Ben 10: Alien Force, Ben 10: Ultimate Alien y Ben 10: Omniverse; así como un reinicio de la serie en 2016.
- Gumball (Serie de televisión) : Es una serie de animación británica de comedia familiar, que se caracteriza por su original mezcla de elementos de animación tradicional, animación por computadora, stop motion y elementos reales, que fue creada por el francés Ben Bocquelet.[91] La serie se centra en las aventuras de un chico gato azul antropomórfico llamado Gumball Watterson, su hermano que es un pez con piernas que puede respirar aire llamado Darwin, y sus amigos de la escuela de la ficticia ciudad Elmore, la serie es unos de los éxitos más importantes de canal, que además contó con series miniseries, y próximamente se estrenaría una película y una serie secuela.
- Rick y Morty (Serie de televisión) : Creada por Justin Roiland y Dan Harmon, es una de las series más exitosas y populares de la historia de Adult Swim, y que además contó con una una adaptación a anime para el bloque Toonami, y participación en otras producciones como Space Jam: A New Legacy de 2021, y en un episodio de Los Simpson.

### Franquicias y sagas más taquilleras de Warner Bros.
| Pos. | Serie                                                        | Tipo                     | Recaudación mundial | N.° de películas | Promedio por película | Película más exitosa de la serie                                    | Periodo           | Año de estreno de cada película                                       |
| ---- | ------------------------------------------------------------ | ------------------------ | ------------------- | ---------------- | --------------------- | ------------------------------------------------------------------- | ----------------- | --------------------------------------------------------------------- |
| 1    | Mundo Mágico                                                 | Franquicia de medios     | $9,666,785,870      | 11               | $878,798,715          | Harry Potter y las reliquias de la Muerte: parte 2 ($1,342,359,942) | 2001 - actualidad | 2001, 2002, 2004, 2005, 2007, 2009, 2010, 2011, 2016, 2018 y 2022.    |
| 2    | Universo Extendido de DC                                     | Universo cinematográfico | $6,220,563,018      | 11               | $565,505,729          | Aquaman ($1,148,528,393)                                            | 2013 - 2023       | 2013, 2016 (2), 2017 (2), 2018, 2019, 2020 (2), 2021, 2022 y 2023 (4) |
| 3    | Saga de la Tierra Media: El señor de los anillos y El hobbit | Saga                     | $5,930,774,472      | 6                | $988,462,412          | El Señor de los Anillos: El Retorno del Rey ($1,146,436,214)        | 2001 - 2014       | 2001, 2002, 2003, 2012, 2013 y 2014                                   |
| 4    | Batman                                                       | Franquicia               | $5,641,748,662      | 10               | $564,174,866          | The Dark Knight Rises ($1,081,169,825)                              | 1989 - actualidad | 1989, 1992, 1995, 1997, 2004, 2005, 2008, 2012, 2019 y 2022           |
| 5    | Universo cinematográfico de El Conjuro                       | Universo cinematográfico | $2,132,716,805      | 9                | $266,589,600          | The Nun ($365,582,797)                                              | 2013 - actualidad | 2013, 2014, 2016, 2017, 2018, 2019 (2), 2021 y 2023                   |
| 6    | MonsterVerse                                                 | Universo cinematográfico | $1,948,296,033      | 4                | $487,074,008          | Kong: Skull Island ($566,652,812)                                   | 2014 - actualidad | 2014, 2017, 2019 y 2021                                               |
| 7    | Matrix                                                       | Saga                     | $1,793,712,515      | 4                | $448,428,128          | The Matrix Reloaded ($741,847,937)                                  | 1999 - 2021       | 1999, 2003 (2) y 2021                                                 |
| 8    | Ocean's                                                      | Saga                     | $1,422,569,780      | 4                | $355,642,445          | Ocean's Eleven ($450,717,150)                                       | 2001 - 2018       | 2001, 2004, 2007 y 2018                                               |
| 9    | The Hangover                                                 | Trilogía                 | $1,418,092,546      | 3                | $472,697,485          | The Hangover Part II ($586,764,305)                                 | 2009 - 2013       | 2009, 2011 y 2013                                                     |
| 10   | Lego                                                         | Universo cinematográfico | $1,096,023,260      | 4                | $274,005,815          | The Lego Movie ($468,266,122)                                       | 2014 - 2019       | 2014, 2017 (2) y 2019                                                 |